# Der Narr von Wien
Der Narr von Wien, Aus dem Leben des Dichters Peter Altenberg, ist ein österreichischer Fernsehfilm von ORF und ZDF nach einem Drehbuch von Felix Mitterer aus dem Jahr 1982. Regie führte John Goldschmidt.

## Handlung und Handlungsorte
Die Handlung spielt in Wien in den Jahren von 1912 bis 1916. Altenberg, nachts auf dem Heimweg mit tänzerischem Trippeln, dann wieder mit Kreuzschmerzen angelehnt an eine Wand, dann wieder Turnübungen mit Flugbewegungen, er wird von einem Polizisten angesprochen, letztendlich erteilt Altenberg dem Polizisten Gesundheitstipps. Im Volksgarten beim Theseustempel, Altenberg singend. Altenberg in seinem Zimmer in einem Grabenhotel, bei einer Flasche Wein, Zigaretten rauchend, dichtend, bei offenem Fenster schlafend. Im Café Central, am Stammtisch von Karl Kraus, Altenberg bettelt diesen um zehn Kronen an, Egon Friedell, Alfred Polgar und Helga Malmberg kommen dazu. Im Salon von Baron Mahr, mit Lina Loos. Im Salon eines Bordells. Im Zimmer des Bordells. Im Stadtpark mit Helga Malmberg. Nachts im Kabarett Fledermaus Altenberg mit Adolf Loos, auf der Bühne Egon Friedell als Goethe vor der Maturaprüfungskommission. Altenberg trifft seinen Bruder Georg in der Postsparkasse. Altenberg lässt sich mit den „Negermädchen“ Tioko und Bibi mit einem Einspänner zum Burggarten fahren, ist danach mit diesen in einer Kirche, Altenberg zeigt auf einen Tabernakel und sagt: God lives here!, geht mit diesen dann ins Café Central, weilt dann mit den Mädchen im Wiener Tiergarten, wo ein Negerdorf der Ashantee-Neger in Guinea, mit Stammestänzen, Verkaufsausstellung, Goldschmiedearbeiten und Teppichen, stattfindet, weilt mit den Mädchen am Heustadelwasser, Polgar lacht über Altenberg, der in einer Toga an einem Würstelstand steht, Altenberg mit den Mädchen im Prater auf einem Ringelspiel, dann Altenberg vor der Häuptlingshütte im Tiergarten, welche nun wieder abgerissen wird. Altenberg im Salon von Baron Mahr mit Baronin und fünf Damen bei einem Samowar. Altenberg und Friedell bei einem Würstelstand, eine Veroneser Salami essend. Im Café Central, Helga ist für Altenberg eingesprungen, hat eine Kritik zu einer Vorstellung im Apollotheater verfasst, welche in seinem Namen veröffentlicht wird, und weil Altenberg weiters zu faul ist, muss Helga den Text auch noch in die Redaktion tragen. Im Burggarten, Altenberg vor Baronin Mahr kniend, macht einen Heiratsantrag, diese wimmelt ab, und schenkt ihm ein Röntgenbild ihrerselbst, quasi ihr innerstes. …

## Preise
- Kurt Sowinetz erhielt für seine Darstellung des Peter Altenberg die Goldene Nymphe beim Festival de Télévision de Monte-Carlo 1983